# BM Neptuno
Club Balonmano Neptuno/Atlético Madrid, poznat i kao BM Ciudad Real, bivši španjolski rukometni klub iz Madrida. Bio je dijelom športskog društva Atlético Madrid. igrao je dvije sezone u Ligi ASOBAL i u objema osvojio drugo mjesto. Njegova dvorana bila je Palacio Vistalegre koja može primiti 15 000 ljudi. Predsjednik kluba bio je Domingo Díaz de Mera, a trener Talant Dujšebajev. Zbog financijskih teškoća klub se ugasio 9. srpnja 2013. godine.

## Povijest
Klub Atlético Madrid BM s kojim BM Neptuno koji je postojao od 2011. do 2013. nema izravnih dodirnih točaka osnovan je 1951. godine. Bio je to moćan klub koji je osvojio 11 španjolskih prvenstava i deset kupova između 1952. i 1987. Poražen je u završnici Kupa europskih prvaka. Sezone 1984./85. ispriječila mu se šabačka Metaloplastika, a sezone 1986./87. u Kupu EHF Granitas Kaunas. Predsjednik Jesús Gil raspustio je klub 1992., ali se on pod imenom Atlético Madrid Alcobendas natjecao još dvije sezone do konačnog gašenja 1994.
Los Colchoneros vratili su rukometni klub u svoju organizaciju 2011. U srpnju te godine zbog financijskih teškoća Ciudad Reala koji je u međuvremenu preimenovan u Neptuno isti je premješten u Madrid i preimenovan u Atlético Madrid. Novi klub kratkog vijeka započeo je uspješno, pobjedom nad Barcelonom 33:26 u utakmici španjolskog Superkupa u kolovozu. Nepune dvije godine nakon toga klub je prestao postojati.

## Uspjesi
Liga ASOBAL
- doprvaci (2): 2011./12., 2012./13.

Kup kralja
- pobjednici (2): 2012., 2013.

Kup ASOBAL
- pobjednici (1): 2013.

Superkup ASOBAL
- pobjednici (1): 2011.
- drugi (1): 2012.

Liga prvaka
- doprvaci (1): 2011./12.

Svjetsko klupsko prvenstvo u rukometu
- prvaci (1): 2012.

## Sastav u trenutku gašenja
Vratari
- Arpad Šterbik
- José Javier Hombrados
- Antonio Díez
- Magnus Dahl
- Adnan Šabanović

Krila
- Jonas Källman
- David Davis
- Roberto García Parrondo
- Josep Masachs
- Luc Abalo

Pivoti
- Eduard Fernández
- Ángel Romero
- Julen Aginagalde Aquizu Julen Aguinagalde Aquizu
- Didier Dinart
- Alberto Val Sancho

Vanjski igrači
- Miguel Sánchez Migallón
- Eloy Rubio
- Álvaro Ferrer
- Xavier Barachet
- Joan Cañellas
- Alberto Entrerríos
- Viran Morros
- Chema Rodríguez
- Nikolaj Markussen
- Mariusz Jurkiewicz
- Alfonso Majadas
- Jakov Gojun
- Ivano Balić
- Kiril Lazarov

Trener
- Talant Dujšebajev

Pomoćni trener
- Raúl González

## Poznati bivši igrači
- Veselin Vuković
- Dejan Perić
- Dragan Škrbić